# Sigeberto del Wessex
Sigeberto (... – 756 circa) fu sovrano del Wessex (regno anglosassone dell'Inghilterra altomedioevale).
Succedette sul trono al parente Cuthred, ma fu poi rimosso con l'accusa di comportamento iniquo da un consiglio di nobili. Acquistò comunque il controllo dell'Hampshire. Là fu però accusato di omicidio, scacciato e poi ucciso. Tutto ciò accadde forse per opera di Æthelbald re di Mercia. Anche suo fratello Cineardo fu scacciato, ma tornò poi nel 786 per uccidere il successore del fratello, Cinevulfo.